# Państwowe Zakłady Teletransmisyjne Telkom-PZT

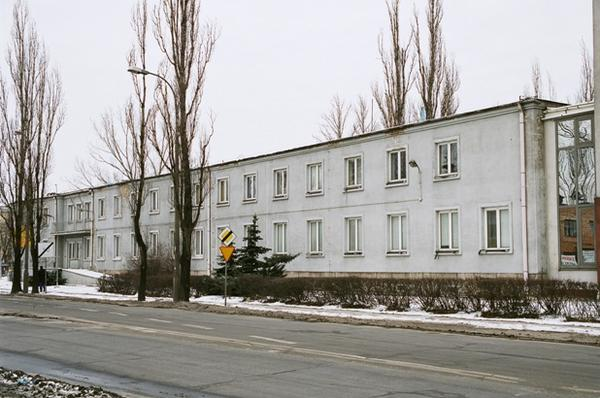
Budynek B. Widok od ul. Okularowej

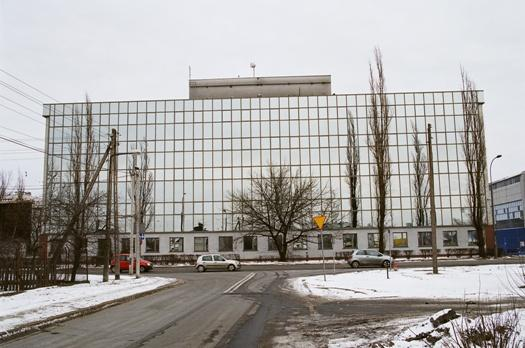
Budynek A. Widok od ul. Szpaczej

Państwowe Zakłady Teletransmisyjne TELKOM-PZT – nieistniejące warszawskie przedsiębiorstwo podległe resortowi łączności zajmujące się produkcją urządzeń teletransmisyjnych. 

## Historia
Historia Państwowych Zakładów Teletransmisyjnych zaczyna się w 1955 roku, kiedy wyodrębniano Zespół Wydziałów Teletransmisyjnych z Zakładów Radiowych im. Marcina Kasprzaka w Warszawie. W 1957 roku powołano zakłady PZT. Przedsiębiorstwo wprowadziło się do nowo wybudowanych budynków przy ul. Marsa 56 w Warszawie. W 1971 roku podporządkowano zakłady zjednoczeniu TELKOM. 
Głównym produktem zakładów były stojaki teletransmisyjne. Przedsiębiorstwo wytwarzało także różne rodzaje mierników teletransmisyjnych.
Historia firmy kończy się w 1993 roku, kiedy to sprzedano przedsiębiorstwo koncernowi Alcatel. Budynki po zakładach zostały ostatecznie wyburzone pod koniec 2015 roku. Obecnie w tym miejscu znajduje się market Selgros. Po dawnym PZT pozostał jeden budynek od strony ul. Marsa. Dawniej prowadzono w nim działalność produkcyjną, obecnie jest budynkiem biurowym i siedzibą kilku firm.
PZT posiadały również ośrodek wczasowy w Czaplinku przy ul. Pięciu Pomostów 1 (Obecnie Drawtur Czaplinek).